# Principauté d'Ongal
La Principauté d'Ongal, en forme longue Principauté écologique danubienne d'Ongal (en bulgare, Eкологично Дунавско Княжество Онгъл) est une micronation non reconnue, auto-proclamée sur trois parcelles situées sur la rive ouest du Danube, entre la Serbie et la Croatie.

## Géographie

En rouge, la frontière revendiquée par la Croatie, en bleu l'actuel cours du Danube, frontière de fait. En jaune, territoires revendiqués à la Serbie par la Croatie.

Avant les guerres de Yougoslavie, le territoire faisait partie d'un parc de réserve naturelle, maintenant divisé entre la Serbie et la Croatie le long du Danube qui sert de frontière naturelle. Cependant des terrains ne sont pas réclamés ni attribués à l'un des deux pays ; ils sont terra nullius.
Le premier, Rid, non mentionné sur la carte, se trouve en face de la ville serbe d'Apatin, sur la rive ouest du Danube. Les deux autres sont Gorno Podunavie ("Pocket 2" sur la carte), 3,5 km au sud de Rid, et Dolno Podunavie ("Pocket 3" sur la carte), à 5 km au sud de Gorno Podunavie.

## Histoire

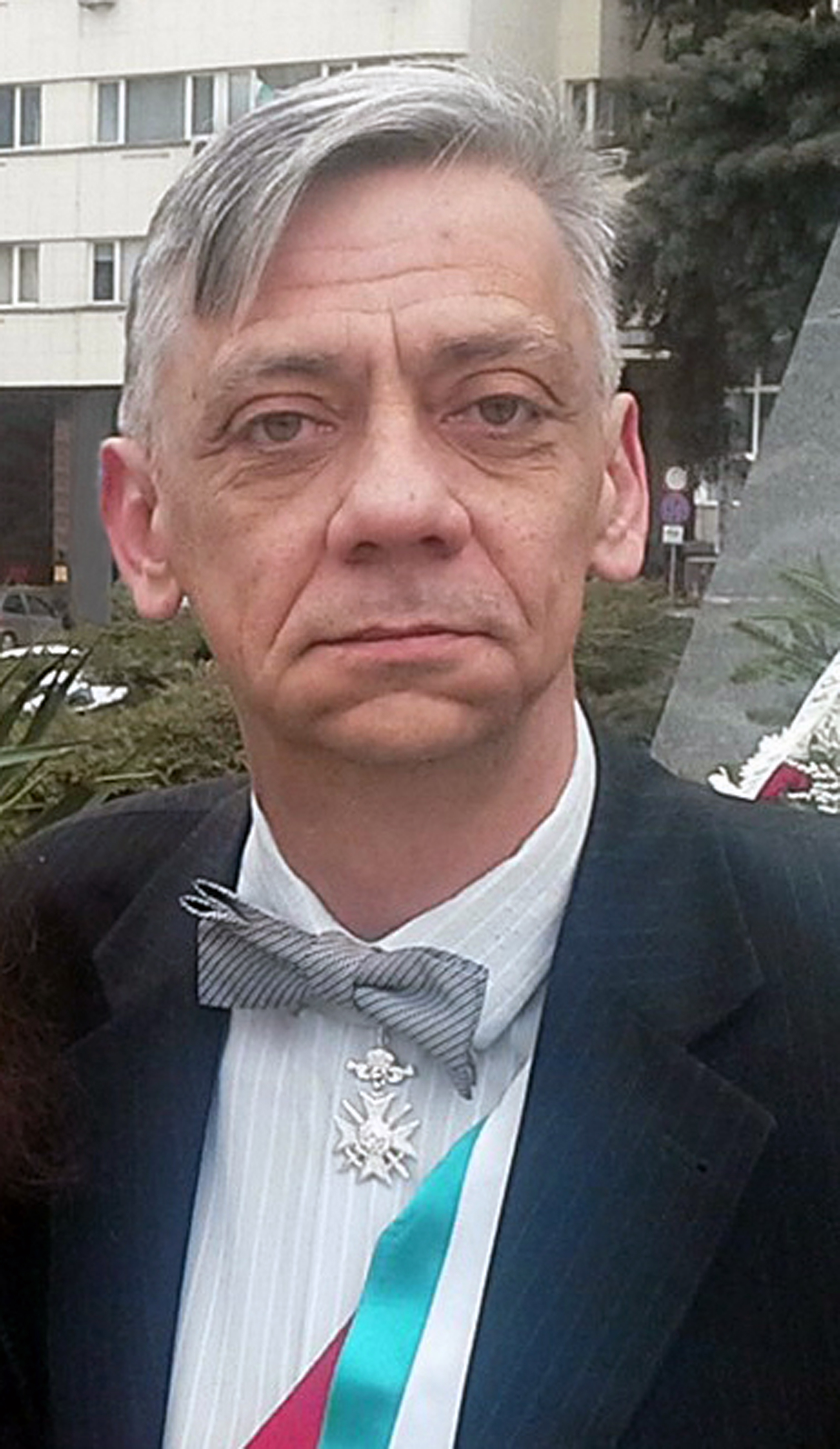
Milomir Ier

La Principauté écologique danubienne d'Ongal est proclamée le 24 mai 2015 par des citoyens bulgares et hongrois à Sofia. Elle fait suite à l'annonce très médiatisée du Liberland. Elle se donne pour raison « de prendre soin de trois petits territoires abandonnés et non déminés et leurs plus de 1,6 km de rives danubiennes détruits par le débit du fleuve ».
L'État est une monarchie absolue gouvernée par un knèze et ses ministres, le ministre chancelier et le ministre de l'écologie. Les terrains demeurent en l'état de l'ancien parc naturel, une forêt non entretenue. Il n'y a aucun habitant permanent.
Le 17 juin 2015, la Principauté adresse des lettres d'amitié et de protection à la Croatie, la Serbie et la Bulgarie. Elle établit des reconnaissances mutuelles et des relations diplomatiques avec d'autres micronations comme la Principauté de New Atlantis (dans l'océan Pacifique) ; elle reçoit les félicitations de la micronation voisine du Royaume d'Enclava. Aucun État officiel ni les Nations unies ne reconnaissent la micronation.